# Leucania infrargyrea
Leucania infrargyrea là một loài bướm đêm trong họ Noctuidae.